# Beth Logan
Beth Logan is een personage uit de Amerikaanse soapserie The Bold and the Beautiful. De rol was een van de originele rollen toen de serie startte in 1987. Judith Baldwin was de eerste actrice die de rol speelde, maar werd datzelfde jaar nog vervangen door Nancy Burnett. In 1989 verdween het personage uit de serie, maar er werden nog verschillende gastoptredens gemaakt voor familieaangelegenheden. Op Brooke Logan na werd de gehele familie Logan tussen 1989 en 1991 uit de serie geschreven. Nadat in 2006 Stephen Logan, Storm Logan en Donna Logan terug naar de serie werden gehaald, vertolkt door andere acteurs, en in 2007 ook Katie Logan kon Beth niet achterblijven. Robin Riker neemt in juli 2008 de rol van Beth Logan op, op contractbasis.

## Personagebeschrijving
Beth Henderson studeerde aan de Northwestern-universiteit waar ze een romance had met Eric Forrester. Eric beëindigde hun relatie omdat hij Stephanie Douglas had zwanger gemaakt, al bleek jaren later dat Eric niet de vader van het kind was. Beth trouwde dan met Stephen Logan en ze kregen vier kinderen, Storm, Brooke, Donna en Katie. Stephen had zijn gezin echter in de steek gelaten omdat hij vond dat hij toch nooit de plaats van Eric kon innemen in het hart van zijn vrouw.
Toen de serie begon was Beth een alleenstaande moeder die in The Valley woonde. In het eerste seizoen verzorgde ze samen met Brooke de catering op een feestje van de Forresters waar ze na jaren opnieuw oog in oog kwam te staan met Eric. Hij begon een affaire met haar, wat haar zoon Storm afkeurde omdat Eric getrouwd was met Stephanie. Nadat er borstkanker werd vastgesteld bij Beth probeerde ze Eric buiten te sluiten. Brooke vertelde de waarheid aan Eric, die beloofde om Beth bij te staan. Stephanie speurde intussen Stephen op en hij keerde terug naar Los Angeles. Stephen slaagde erin om Beth opnieuw voor zich te winnen en ze besloten hun huwelijk een tweede kans te geven.
Stephen werkte voor Bill Spencer en Stephanie kon hem overtuigen om hem over te plaatsen naar Parijs, Beth ging met hem mee.
Beth kwam nog enkele keren naar LA, meestal voor een huwelijk van Brooke. In 2001 was ze weer iets vaker te zien toen Massimo Marone 5 miljoen dollar betaalde aan Stephen om Brooke van Ridge weg te houden en te veinzen dat hij ziek was. Nadat het bedrog uitkwam was Beth verbolgen over wat Stephen gedaan had. Toen Stephen vijf jaar later terug naar LA kwam, inmiddels gespeeld door Patrick Duffy, bleek dat hun huwelijk het niet overleefd had.